# Claudia Eisinger
Claudia Eisinger (* 22. September 1984 in Ost-Berlin) ist eine deutsche Schauspielerin.

## Leben
Eisinger wurde in Berlin-Mitte geboren und wuchs in Lichtenberg auf. 
Als sie zwölf Jahre alt war, trennten sich ihre Eltern. Danach lebte sie bei ihrem Vater, einem Gynäkologen. Im Alter von 16 Jahren ging sie allein nach Kanada.
Sie absolvierte ihre Schauspielausbildung von 2004 bis 2008 an der Hochschule für Schauspielkunst „Ernst Busch“ Berlin und spielte während dieser Zeit unter anderem Das Käthchen von Heilbronn und Amerika (nach Franz Kafka) am Düsseldorfer Schauspielhaus und in Produktionen wie Enter Sandman am Maxim Gorki Studio Theater Berlin. In der Spielzeit 2008/2009 gehörte sie zum Ensemble des Staatsschauspiels Dresden. Vom Sommer 2009 bis zum Frühjahr 2011 spielte sie am Deutschen Theater Berlin, unter anderem als Luise Miller in Friedrich Schillers Kabale und Liebe.
Ihre ersten Filmhauptrollen hatte Claudia Eisinger in Armee der Stille – La Isla Bonita (2006) und Polska Love Serenade (2007). Sie war in Fernsehproduktionen wie Kein Geld der Welt (2006) und R. I. S. – Die Sprache der Toten zu sehen. In dem Film 13 Semester von 2009 verkörpert sie die große Studentenliebe des männlichen Protagonisten Moritz. 2016 spielte sie in dem Film Mängelexemplar von Laura Lackmann die Hauptfigur Karo, nach dem gleichnamigen Roman von Sarah Kuttner. In Sex & Crime war sie 2016 neben Fabian Busch und Wotan Wilke Möhring im Kino zu sehen. 2017 wurde der ARD-Film Familie ist kein Wunschkonzert ausgestrahlt. 2017 spielte sie die Titelrolle in der Serie Zarah – Wilde Jahre. Seit Mai 2021 spielt sie die Rolle der Kriminaltechnikerin Dr. Viktoria Wex in der ARD-Reihe Der Masuren-Krimi.
Eisinger war Mitglied des Schauspielkollektivs der Santinis, das im April 2018 Insolvenz anmeldete. 2018 nahm Eisinger Schauspielunterricht am William Esper Studio in New York.

## Ehrungen und Auszeichnungen
- 2010 Günter-Strack-Fernsehpreis für ihre Rolle in 13 Semester
- 2016 Deutscher Schauspielerpreis für die Hauptrolle in Mängelexemplar[11]

## Theater
- 2007: Das Käthchen von Heilbronn, Düsseldorfer Schauspielhaus
- 2007: Amerika, Düsseldorfer Schauspielhaus
- 2008: Enter Sandman, Maxim Gorki Studio Theater
- 2008: Ein Sommernachtstraum, Staatsschauspiel Dresden
- 2009: Kabale und Liebe, Deutsches Theater Berlin
- 2009: Herr Puntila und sein Knecht Matti, Deutsches Theater Berlin
- 2009: Das goldene Vliess, Deutsches Theater Berlin
- 2010: Warteraum Zukunft, Deutsches Theater Berlin
- 2010: Die Sorgen und die Macht, Deutsches Theater Berlin
- 2011: Die Weber, Deutsches Theater Berlin
- 2011: Über Leben, Deutsches Theater Berlin

## Filmografie
- 2006: Neun Szenen
- 2007: Kein Geld der Welt
- 2007: Meer is nich
- 2007: R. I. S. – Die Sprache der Toten (Fernsehserie, Folge Puzzle)
- 2008: Polska Love Serenade
- 2009: Armee der Stille – La Isla Bonita
- 2009: 13 Semester
- 2011: Polizeiruf 110: Feindbild (Fernsehreihe)
- 2011: Tatort: Tod einer Lehrerin (Fernsehreihe)
- 2011: Blutzbrüdaz
- 2012: Lösegeld
- 2012: Schief gewickelt
- 2012: Crashkurs
- 2012: Kreutzer kommt … ins Krankenhaus
- 2012: Drei Stunden
- 2012: Volksbühne (Kurzfilm)
- 2012: Aus Liebe zu Dir
- 2012: Nachtschicht – Geld regiert die Welt (Fernsehreihe)
- 2013: Ummah – Unter Freunden
- 2013: Nacht über Berlin
- 2013: Harry nervt
- 2013: SOKO Kitzbühel (Fernsehserie, Folge Ohne Deckung)
- 2014: Ein todsicherer Plan
- 2014: Wir sind die Neuen
- 2014: Der Fall Bruckner
- 2014: Danni Lowinski (Fernsehserie, Folge Solidarität)
- 2015: Es kommt noch besser
- 2015: Schuld nach Ferdinand von Schirach (Fernsehserie, Folge Der Andere)
- 2015: Bella Block: Die schönste Nacht des Lebens (Fernsehreihe)
- 2015: Chuzpe – Klops braucht der Mensch!
- 2016: Der Staatsanwalt (Fernsehserie, Folge Erben und Sterben)
- 2016: Sex & Crime
- 2016: Tatort: Zorn Gottes
- 2016: Mängelexemplar
- 2016: Tatort: Feierstunde
- 2016: Der mit dem Schlag
- 2017: Tatort: Nachbarn
- 2017: Familie ist kein Wunschkonzert
- 2017: Zarah – Wilde Jahre (Fernsehserie, 6 Folgen)
- 2018: Junas fantastische Reise (Fernsehserie, 2 Folgen)
- 2019: Letzte Spur Berlin (Fernsehserie, Folge Happy Birthday)
- 2019: Gut gegen Nordwind
- 2019: Ein Fall für zwei (Fernsehserie, Folge Herzstillstand)
- 2020: Aus dem Tagebuch eines Uber-Fahrers (Fernsehserie)
- seit 2021: Der Masuren-Krimi (Fernsehreihe)
  - 2021: Fryderyks Erbe
  - 2021: Fangschuss
  - 2023: Marzanna, Göttin des Todes
  - 2023: Freund oder Feind
  - 2024: Blutgeld
  - 2024: Die verlorene Tochter
  - 2025: Liebestod
  - 2025: Mord in Galindien
- 2023: Wolfswinkel (Fernsehfilm)
- 2024: Ein starkes Team: Verzockt (Fernsehreihe)

## Hörspiel
- 2007: Eoin Colfer: Meg Finn oder die Liste der vier Wünsche – Regie: Gabriele Bigott (RBB)
- 2010: Jakob Arjouni: Der heilige Eddy (Romy) – Bearbeitung und Regie: Judith Lorentz (DKultur)
- 2011: Dirk Josczok: Heldentod – Regie: Beatrix Ackers (DKultur)
- 2012: Thomas Fritz: Elf Wochen und ein Tag – Regie: Beatrix Ackers (DKultur)
- 2014: Dirk Joszok: Menschlos – Regie: Beatrix Ackers (DKultur)
- 2016: Lila und Fred. Frei nach Friedrich Schillers Kabale und Liebe. Ausgezeichnet als Hörspiel des Monats August 2016. Regie: Cristin König (DKultur)[12]
- 2018: Dirk Josczok: Schwarzblut – Regie: Beatrix Ackers (DLF Kultur)